# 207
El año 207 (CCVII) fue un año común comenzado en jueves del calendario juliano, en vigor en aquella fecha.
En el Imperio romano el año fue nombrado como el del consulado de Lucio Annio Máximo y Lucio Septimio Apro o, menos comúnmente, como el 960 Ab urbe condita, siendo su denominación como 207 posterior, de la Edad Media, al establecerse el Anno Domini.

## Acontecimientos
- Fin de la dinastía Qin en China.

## Nacimientos
- Emiliano, emperador romano (también se ha señalado 214)

## Fallecimientos
- Vologases V, rey de Partia y Armenia.